# Massacre du Parc-Soubise
Le massacre du Parc-Soubise a lieu le 31 janvier 1794 à Mouchamps lors de la guerre de Vendée, pendant la période des colonnes infernales.

## Déroulement
Le massacre est commis par la colonne républicaine de l'adjudant-général Lachenay, le second du général Grignon. Dans la journée du 31 janvier, celle-ci parcourt la route du Boupère à Mouchamps, brûlant au passage le bourg de Rochetrejoux. À Mouchamps, Lachenay donne l'ordre de brûler le château du Parc-Soubise et de faire fusiller dans la cour tous prisonniers capturés sur la route.
En 1892, le comte Auguste de Chabot relaye le témoignage d'un survivant  : « Les détails qui vont suivre, je les tiens d'un témoin oculaire, âgé alors de huit ans ; il s'appelait Jean-Baptiste Mérit — ou Mery — (né à Saint-Paul-en-Pareds le 11 avril 1786) et il est mort, il y a trente ans, au village de Boisgoyer (dans la commune de Vendrennes, le 24 juillet 1876), à un kilomètre de chez moi. Je traduis son terrible récit » : 

« Nous étions, mon frère et moi, à pêcher des verdons sur les bords du Lay, quand nous fûmes saisis par des soldats. On nous mena au milieu d'une troupe de pauvres gens de tout âge, marchant deux à deux, comme des moutons. Je reconnus beaucoup de mes parents et de mes amis, entre autres ma cousine, âgée de dix-huit à vingt ans ; elle était grande, forte et avait bonne mine. Arrivé dans la cour du Parc (château du Parc-Soubise), je vis des bleus mettre le feu au château. Pendant que le château brûlait, les soldats nous placèrent sur deux rangs, et tirèrent sur tout le monde à bout portant. Ma cousine tomba près de moi et quand il ne resta plus que deux ou trois enfants qui avaient été manqués, le chef cria : « C'est assez ». Alors j'ai été sauvé. Les soldats prirent tous les cadavres, les dépouillèrent, et rassemblant tous les fagots qu'ils purent trouver, firent brûler tous les corps dans la grande cour du château, à peu de distance du puits qui se trouve au milieu,. »

Le massacre aurait fait environ 200 morts d'après l'estimation de Mérit,, ,.

## Suites
La colonne de Lachenay reprend ensuite sa route et bivouaque le lendemain aux Essarts. Quelques jours plus tard, Mouchamps est occupée par des soldats de la brigade du général Bard, mais les Vendéens les chassent de ce poste le 1er mars. D'après le récit du régisseur Barbot, quelques jours après le massacre un petit groupe de soldats républicains est notamment surpris à l'intérieur du château du Parc-Soubise par des Vendéens :